# الاتحاد الأردني للاسكواش
الاتحاد الأردني للسكواش (تأسس عام 1979) هو احد الاتحادات الرياضية في الاردن والتي تشرف عليها اللجنة الأولمبية الأردنية ويهتم بتطوير رياضة السكواش في المملكة. حيث تعتبر رياضة السكواش من الرياضات التي حظيت باهتمام كبير في الأردن، حيث ارتبط تطورها بشكل وثيق بتاريخ مدينة الحسين للشباب. بدأت ممارسة هذه الرياضة في الأردن في سبعينيات القرن الماضي، وتطورت بشكل ملحوظ بفضل الدعم الكبير الذي حظيت به من شخصيات رياضية بارزة، وعلى رأسهم سمو الأمير الحسن بن طلال.

## تاريخه
مع افتتاح مدينة الحسين للشباب في عام 1970، بدأت ممارسة رياضة السكواش في الأردن، وكان معظم الممارسين من الأجانب أو الأردنيين الذين درسوا أو عملوا في الخارج، خاصة في بريطانيا. عام 1979، تم تأسيس الاتحاد الأردني للسكواش برئاسة الكابتن طيار جودت عبد المنعم، وبدأ الاتحاد بتنظيم صفوفه وإعداد المنتخب الوطني.
ساهم الأردن بشكل فعال في تأسيس الاتحاد الآسيوي للسكواش في عام 1981، كما كان له دور بارز في تأسيس الاتحاد العربي للسكواش في عام 1983، حيث استضاف الأردن مقر الاتحاد العربي للسكواش حتى عام 1993.

## الادارة
أعلنت الهيئة العامة للاتحاد الأردني للإسكواش عن تشكيل مجلس إدارة جديد للدورة الأولمبية المقبلة (حتى 2028).
- السيد عمرو محيسن رئيسًا للاتحاد
- السيدة لبنى طوقان نائبًا للرئيس
- حامد حسونة أمينًا للسر
- شهد النجادا أمينًا للصندوق.
- عن فئة الأندية، نادي مدينة الحسين للشباب وتُمثله الدكتورة صوفيا عكروش ونادي مدينة الحسن وتُمثله الدكتورة أسيل الخطيب.

## مركز الحسن الدولي للسكواش
يعد مركز الحسن الدولي للسكواش الذي يقع داخل مدينة الحسين للشباب، مقراً للاتحاد الأردني للسكواش، ويتمتع بمرافق متطورة تضم ستة ملاعب، منها ملعب دولي يتسع لـ 700 متفرج.

## الانجازات
حقق الاتحاد الأردني للسكواش العديد من الإنجازات على المستويين العربي والآسيوي، ويمثل الأردن حالياً عدد من اللاعبين المصنفين دولياً. ومع ذلك، يواجه الاتحاد بعض التحديات، مثل الحاجة إلى زيادة عدد الممارسين لهذه الرياضة وتطوير البنية التحتية للملاعب.

## انظر ايضا
الاتحاد الدولي للاسكواش

## روابط خارجية
- الموقع الرسمي